# Yogmelina laeviuscula
Yogmelina laeviuscula is een vlokreeftensoort uit de familie van de Gammaridae. De wetenschappelijke naam van de soort werd in 1896 voor het eerst geldig gepubliceerd door Georg Ossian Sars.